# 拉米罗二世 (莱昂)
拉米羅二世（西班牙語：Ramiro II，約900年—951年）， 奥多尼奥二世的兒子，從931年起到他去世為莱昂國王。起初他只是名義上一小部分的阿斯圖里亞斯國王，在931年他的哥哥阿方索四世退位後，他獲得萊昂王位（並且包含加利西亞）。拉丁語古籍Anales castellanos primeros的片段，是一個有關他統治的主要依據。
拉米羅是納瓦拉－萊昂聯盟的建立者，並在939年於西曼卡斯戰役擊敗穆斯林。這場勝利使萊昂的邊界從杜罗河向前推展到托爾梅斯河。
在他的統治晚期，他無法避免卡斯蒂利亞在费尔南·冈萨雷斯伯爵的帶領下獨立，但950年他仍然發動遠征擊潰塔拉維拉山谷邊緣的穆斯林。
他有過兩次婚姻，第一次與阿度欣達·古提爾雷斯，她是古提爾雷·奧索雷斯和阿東莎·曼尼德斯的女兒，也是他母親（埃爾維拉·曼尼德斯王后）的姪女，聖羅森多的阿姨。兩人有貝爾穆多及奥多尼奥三世兩位兒子，以及可能的女兒特里萨，潘普洛納的加西亞·桑切斯一世的妻子。他後來與烏拉卡（加西亞的姐妹）結婚，兩人有桑乔一世以及埃尔维拉兩位子女。
他的形象顯著的表現於在浪漫詩歌中，在詩歌米拉該亞中，訴說一個拉米羅與歐特嘉（當地阿拉伯領主的女兒）的佚名故事。她為拉米羅生了一個兒子阿波亞薩，加利西亞、葡萄牙的馬亞家族的祖先。 這個馬亞家族後來又連接到另一個傳說中，它被描述在Cantar de los Siete Infantes de Lara之中，該傳說寫了拉米羅和歐特嘉（有時稱為歐提圭達）有個女兒歐特嘉·拉米雷斯，她嫁給古斯提歐斯·岡薩雷斯，是傳說中的英雄勞拉的穆達拉·岡薩雷斯的祖父。隨著傳說的接續描寫出現了延伸的虛構後裔，但這些關係沒有任何一個被現代學者所接受。